# Arthur Shapiro
Arthur Shapiro (New York, 1923 – New York, 3 giugno 1995) è stato uno psichiatra statunitense, esperto della sindrome di Tourette.

## Biografia
Nato e morto a New York, sposa Elaine S. Shapiro (Ph. D.), sua moglie e collaboratrice scientifica fino alla sua morte.
I coniugi Shapiro furono sposati per 46 anni, ed erano "visibilmente devoti l'uno all'altro".
Dopo la morte di Arthur, dovuta a un cancro polmonare nell'Ospedale White Plains a New York, Elaine pubblica la loro ultima iniziativa comune "Il Placebo Potente: dai preti antichi ai medici moderni".

## Attività medica
I suoi "contributi alla comprensione della sindrome di Tourette hanno cambiato completamente l'approccio prevalente a questa malattia", è stato descritto come il "padre della ricerca moderna sui tic" ed è " riverito dai suoi colleghi come il primo maestro dei ricercatori moderni sulla sindrome di Tourette".
Fino ai primi anni settanta, l'approccio dominante riguardo alla sindrome di Tourette era quello della psicoanalisi. Shapiro voleva dimostrare che questa sindrome era una malattia di origine organica, e che la psicoterapia non era il trattamento adeguato. "Il momento di svolta nella diagnosi e nel trattamento della sindrome di Tourette arrivò nel 1965", quando il dottor Shapiro e sua moglie, Elaine Schlaffer Shapiro (Ph. D.) trattarono un paziente con l'aloperidolo (Haldol). I coniugi Shapiro riferirono circa il trattamento effettuato in un articolo del 1968, pubblicato nel British Journal of Psychiatry, dopo il rifiuto dei giornali americani.
L'articolo criticava fortemente l'approccio psicoanalitico, che aveva dominato durante tutto il secolo precedente nel trattamento della malattia.
In una pubblicazione di Mauro Porta e Vittorio A. Sironi, si dice a questo proposito:
Lavorando con delle famiglie di New York che fondarono l'Associazione della Sindrome di Tourette (TSA) nel 1972, i coniugi Shapiro avanzarono l'ipotesi che la sindrome di Tourette fosse di natura neurologica piuttosto che di ordine psicologico, e la visione medica della sindrome è stata così "liberata dalla sottomissione secolare alla discreditata teoria psicoanalitica" . Nel 1978, i coniugi Shapiro pubblicarono un libro caposaldo sulla sindrome: La Sindrome di Gilles de la Tourette.
Nel 1981, Shapiro fu nominato copresidente del primo simposio sulla sindrome di Tourette, che si tenne a New York. Dagli anni novanta, emerge una visione più equilibrata della sindrome, che vede la malattia come una condizione che coinvolge un'interazione tra la vulnerabilità biologica e degli eventi ambientali avversi.
Una sua collega, la psichiatra Ruth Bruun, descrive Arthur K. Shapiro come un rivoluzionario "disposto a sfidare il dogma prevalente", "dinamico, affascinante, implacabilmente testardo quando si trattava di lottare per quello che riteneva fosse la cosa giusta", "un oratore accattivante", "un uomo dagli interessi e dagli entusiasmi diversi", e un collezionatore di antichità mediche. Bruun aggiunge "è estremamente raro che una coppia di ricercatori cambino completamente la visione prevalente di una malattia, ma è esattamente quello che hanno fatto".
Alla sua morte, il New York Times gli dedica un necrologio.

## Pubblicazioni
- The Powerful Placebo : From Ancient Priest to Modern Physician, The Johns Hopkins University Press (17 ottobre 2000), ISBN 978-0-8018-5569-6.
- Evaluation of the reported association of obsessive-compulsive symptoms or disorder with Tourette's disorder. Compr Psychiatry 33 (3): 152–65. doi:10.1016/0010-440X(92) 90024-K. PMID 1591906. Consultato il 12 febbraio 2011.
- Controlled study of haloperidol, pimozide and placebo for the treatment of Gilles de la Tourette's syndrome Shapiro E, Shapiro AK, Fulop G, et al. (Agosto 1989) Arch. Gen. Psychiatry 46: 722–30. PMID 2665687. Consultato il 12 febbraio 2011.
- Pimozide treatment of tic and Tourette disorders Shapiro E, Shapiro AK, Fulop G, et al. (Agosto 1989). Arch. Gen. Psychiatry 46: 722–30. PMID 2665687. Consultato il 14 febbraio 2011.
- Tardive dyskinesia and chronic neuroleptic treatment of Tourette patients Shapiro E, Shapiro AK (1982) Adv Neurol 35: 413. PMID 6959518 Consultato il 12 febbraio 2011